# Ишенин, Юрий Михайлович
Ю́рий Миха́йлович Ишенин (26 января 1952, Иркутск — 28 июля 2014) — советский и российский медик, специалист по сердечно-сосудистой хирургии. Доктор медицинских наук, профессор, член-корреспондент Евроазиатской академии медицинских наук.

## Биография
Родился в Иркутске в семье рабочих. В 1975 году окончил Иркутский государственный медицинский институт, в 1981 году — ординатуру при Киевском НИИ туберкулеза и грудной хирургии по специальности сердечно-сосудистая хирургия (с красным дипломом).
Защитил кандидатскую диссертацию на тему «Диагностика и лечение субаортальных стенозов».
Работал в городской многопрофильной больнице № 3 Нижнекамска заместителем главного врача по науке.
12 февраля 1990 года защитил докторскую диссертацию «Моделирование и хирургическое лечение ишемических состояний миокарда». Был основателем и главным редактором международного медицинского научно-практического журнала «Синграальная хирургия».
С 1978 года разрабатывал технику туннелирования органов и тканей при различных ишемических синдромах с помощью механического тубусного скальпеля.
Его методика нашла своё применение при хирургическом лечении заболеваний, в основе которых лежит ишемия.
По ней получено 8 отечественных и международных патентов на изобретение. Созданы школы по туннелированию в Казахстане (Алмата, Кустанай, Актюбинск) и в России (Нижнекамск, Новосибирск).